# 別小江神社
別小江神社（わけおえじんじゃ）は、愛知県名古屋市北区安井四丁目に鎮座する神社。

## 由緒
延喜式神名帳に尾張国山田郡別小江神社、本国神名帳に従三位別小江天神とある式内社。
もとは現在地より約300メートル東北の千本杉にあったが、天正12年（1584年）織田信雄の命により今の地に遷座された。
江戸時代は「六所明神」と称していた
庄内川南岸近くに鎮座する。 別小江の名称は、川の分流をさす意味であろう。
創始年月は不詳であるが、元は千本杉と称する所に鎮座していたものを、天正12年（1584年）織田信雄の命によつて、今の地に遷座したという。明治初年に式内社別小江神社と改称した。
1945年（昭和20年）の空襲で焼失したが、1966年（昭和41年）に再興している。

## 特記
古くから安産、小児の守護神と寿命の神様として源義家、為義郷を始め織田・豊臣・徳川公代々の崇敬が厚い神社である。境内の夫婦杉は天然記念物で、名古屋市の史蹟名勝となっている。境内には名古屋城築城の際、加藤清正が稲置街道に架けさせた清正橋に使われていた石がある。

## 境内社
- 八幡社
- 日神社
- 金刀比羅社
- 御嶽社
- 津島社

## ギャラリー
- 拝殿
- 清正石